# صائد الغزلان (فلم)
صائد الغزلان (بالإنجليزية: The Deer Hunter) هو فيلم دراما حرب أمريكية من إنتاج عام 1978, حائز على أوسكار أفضل فيلم لنفس العام، من إخراج وكتابة مايكل كيمينو، يتناول الفيلم عن ثلاثي أميريكي من أصل روسي من عمال في صناعة الصلب والذين خدموا في حرب فيتنام، الفيلم مستوحى من رواية ألمانية عام 1936 بعنوان «ثلاث رفاق» (بالألمانية: Drei Kameraden) للكاتب إيريك ماريا ريمارك والذي كتبها من تجربته خلال الحرب العالمية الأولى.
الفيلم كما الرواية، يتناول النتائج الأخلاقية والعقلية بعد المعارك والمشاكل الناتجة عنه من انتحار، واكتئاب، ومشاكل نفسية. حاز الفيلم على 5 جوائز أوسكار لأفضل فيلم، أفضل إخراج، أفضل ممثل بدور مساعد لكريستوفر واكن، أفضل مونتاج، وأفضل تأثيرات سمعية.شارك في بطولته الممثل الأمريكي روبرت دي نيرو

## وصلات خارجية
- مقالات تستعمل روابط فنية بلا صلة مع ويكي بيانات
- The Deer Hunter على موقع أول موفي.

| سبقه آني هال | أوسكار - أفضل فيلم 1978 | تبعه كرامر ضد كرامر |

لا توجد روابط لمواقع التواصل الاجتماعي.